# Someday (I Will Understand)
Someday (I Will Understand) ist ein Popsong der US-amerikanischen Sängerin Britney Spears. Das Stück konnte sich in zahlreichen europäischen Ländern in den Hitparaden platzieren.

## Entstehung
Spears sagte, sie habe das Stück zu Hause am Klavier, zwei Wochen bevor sie von ihrer ersten Schwangerschaft erfuhr, komponiert. Sie erklärte, der Song sei „fast wie eine Prophezeiung gewesen“ und „die Schwangerschaft hätte ihr Kraft gegeben“.
Someday (I Will Understand) wurde von Guy Sigsworth produziert, der bereits 2003 mit Spears an Everytime gearbeitet hatte.

## Veröffentlichung
Die Single Someday wurde am 21. August 2005 durch die Plattenfirmen Jive Records und ZOMBA weltweit veröffentlicht. Sie erschien zeitgleich in mehreren Versionen. Die Lieder Over to You Now, Mona Lisa und Chaotic finden sich als B-Seiten auf einer Maxi-Single. Eine andere Version beinhaltet neben zwei Remixen auch noch das Instrumentalstück. Der Leama and Moor-Remix ist mit einer Spieldauer von mehr als neun Minuten die längste Version dieses Titels.
Am 22. August 2005, einen Tag nach der regulären Veröffentlichung, erschien eine 5"-Single. Neben der normalen Album-Version beinhaltet sie noch den Hi-Bias Signature Radio-Remix. Dieser Remix findet sich auch auf der am 25. November 2005 veröffentlichten Kompilation B in the Mix: The Remixes wieder.

## Chartplatzierungen und Erfolg
In der Schweiz stieg das Lied am 4. September 2005 auf Platz acht der Hitparade. In Schweden belegte Someday Platz zehn und in Dänemark Rang acht. In Belgien, Finnland und den Niederlanden erreichte der Song eine Top-20-Platzierung. In Deutschland erreichte das Lied Rang 22 und hielt sich dort neun Wochen.
| ChartsChartplatzierungen | Höchstplatzierung | Wochen |
| ------------------------ | ----------------- | ------ |
| Deutschland (GfK)        | 22 (9 Wo.)        | 9      |
| Österreich (Ö3)          | 32 (9 Wo.)        | 9      |
| Schweiz (IFPI)           | 8 (12 Wo.)        | 12     |

## Musikvideo
Das Musikvideo zum Song wurde in schwarz-weiß gedreht und feierte am 14. Juni 2005 seine Premiere. Die Regie beim Videodreh führte Michael Haussman.
Im Musikclip liegt Spears zu Beginn mit geschlossenen Augen auf einem Bett und räkelt sich dort. Dann öffnet sie ihre Augen und beginnt zu singen. Außerdem sieht man Spears unter anderem vor einem Spiegel stehend. Im Video trägt sie ein weißes Kleid.

## Mitwirkende
- Britney Spears  – Gesang, Songwriting, Klavier
- Guy Sigsworth   – Produktion
- Sean McGhee     – Abmischung, Programmierung
- Chris Hawkes    – Abmischung, Programmierung
- Tom Coyne       – Mastering
- Kate Havnevik   – Background-Gesang
- Kathryn Indiek  – Fotografie
- Anita Marisa Boriboon – Design
- Francesco Perlangeli – Remix